# Nisse Nässén
Nils Nisse Gustaf Nässén, född 27 maj 1932 i Östersund, död 21 oktober 2019, var en svensk tandläkare och segelflygare.
Han var son till tandläkaren Gösta Nässén och Eva Bergqvist samt gift första gången 1956-1968 med gift med laboratoriebiträdet Margareta Olbers, han var därefter sambo med Lillemor Staffansson och gifte sig slutligen 1998 med Lillie Hägglund. Efter avlagd studentexamen i Östersund 1951 studerade han vid Tandläkarhögskolan i Stockholm med examen 1956. Efter studierna arbetade han som assisterande tandläkare i Östersund 1956-1959 och etablerade 1960 en egen praktik som privatpraktiseande tandläkare. Tillsammans med sin skolkamrat på käftis  Torgil Rosenberg bildade han modellflygklubben Nimbus 1942  i Stockholm som bland annat var medarrangör av Svenska mästerskapen i modellflyg på Halmsjön 1955. Han och Torgil Rosenberg konstruerade modellflygplanet Gladan som kom att säljas i 28000 exemplar i form av byggsatser av Wentzels i Stockholm.